# Краматорск (станция)
Станция «Крамато́рск» — главная пассажирская и грузовая железнодорожная станция города Краматорска.
Относится к Лиманскому отделению Донецкой железной дороги, Константиновской дистанции пути. Находится в Старом городе.
Станция расположена на проходящей с севера на юг двухпутной электрифицированной железной дороге на ветке «Ясиноватая — Славянск». К юго-востоку от станции отходит однопутная неэлектрифицированная ветка к г. Бахмуту. На север (после ст. Шпичкино), отходит однопутная электрифицированная ветка на ст. Лиман. По типу работы является грузовой станцией 1 класса.

## История
Станция открыта в 1868 году. В сентябре 1868 года при строительстве Курско-Харьково-Азовской железной дороги к югу от Славянска около села Белянское был построен разъезд и полустанок (полустанция). Дорога была одноколейной и разъезд был необходим, чтоб могли разминуться поезда между двух станций — Славянском и Дружковкой.
Официально движение на отрезке Лозовая — Никитовка открыто в декабре 1869.
В 1869 году управление железной дороги при станции открыло училище для детей работников станционных служб, почты и телеграфа.
В 1875 году название Краматорская впервые упомянуто в Почтовом дорожнике Российской империи (с. 21, 229).
В 1878 году от станции была проложена линия до Попасной через Бахмут (движение по ней официально было открыто 1 декабря). В этом же году администрация владельца этой линии Донецкой Каменноугольной железной дороги открыла здесь больницу.
В 1879 году завершено строительство каменного здания вокзала и двухэтажного служебного здания.
С 1885 году встречается также название станции «Краматоровка».
Со строительством около станции в 1887 году завода огнеупоров началось развитие промышленности и самого будущего города Краматорска.

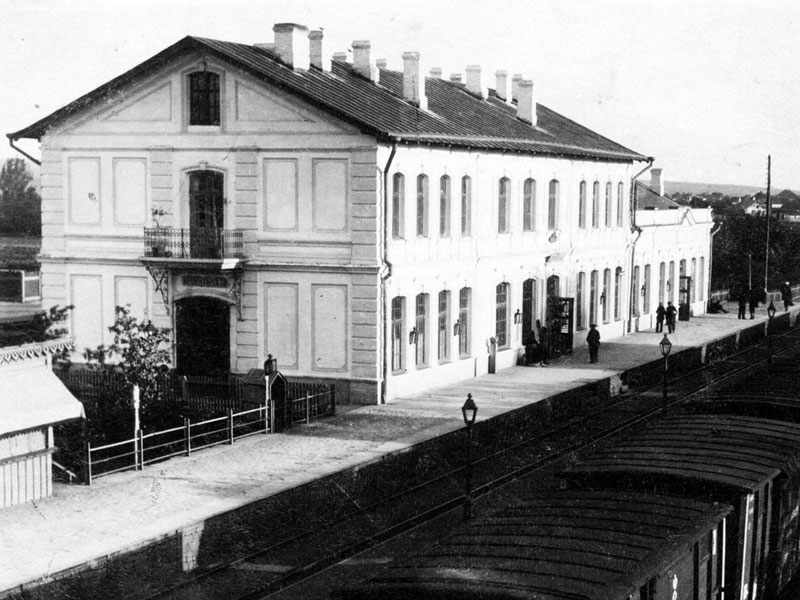
Вокзал станции Краматорская в начале XX века

1 января 1894 года ветка Донецкой каменноугольной дороги до станции Варварополье вошла в состав Курско-Харьково-Азовской ж/д..
1914 год — одноклассное училище при станции стало трёхлетним.
23 сентября 1943 года — через станцию прошел первый послевоенный поезд.
В 1952 году вместо разрушенного в годы войны здания вокзала по проекту архитектора В. М. Сыромятникова было построено новое.
В 1960 году участок Славянск — Иловайское вместе с Краматорской был электрифицирован постоянным током 3 кВ.
В 1970 году станция Краматорская переименована в Краматорск.
В марте 1985 года, в результате наводнения, станция ненадолго оказалась затопленной.
С июня по июль 2014 года приостановлено движение из-за боевых действий.
В начале августа 2014 года восстановлено движение через станцию Краматорск.
19 августа 2014 года — после масштабной реконструкции (с мая 2013 года) открыто здание вокзала.
В 2018 году станция Краматорск отпраздновала 150 летний юбилей. Почётные железнодорожники получили награды. На станции установили памятную табличку «Станции Краматорск 150 лет!»

## Станция в наши дни
В данный момент на станции 3 платформы и порядка 40 путей. По типу станция является грузовой 1 класса. Пассажирского и локомотивного депо не имеет. Новый вокзал построен по европейским стандартам и работает круглосуточно. До вокзала можно добраться на автобусах или троллейбусах. На станции присутствуют все коммуникации. От станции Краматорск можно добраться до многих станций, включая областные центры: Харьков, Полтаву, Одессу, Днепр, Кропивницкий, Львов, Ивано-Франковск, Сумы и Киев.

## Обстрел вокзала Краматорска

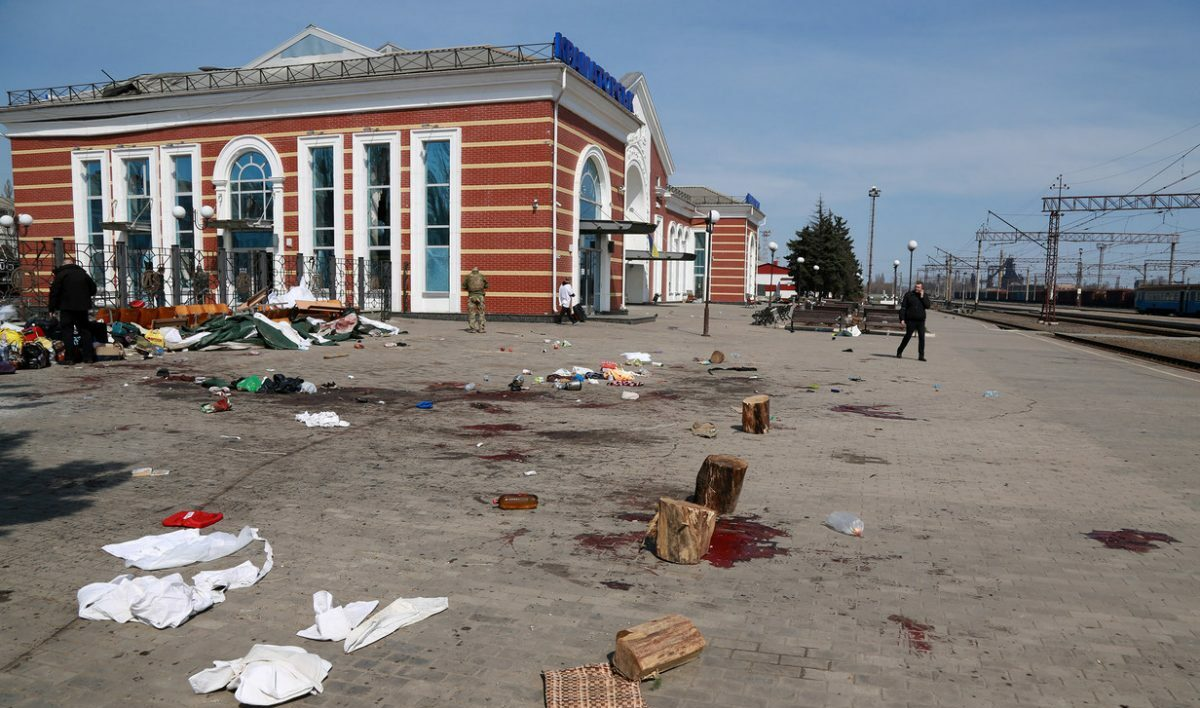
Последствия удара

8 апреля 2022 года в ходе вторжения России на Украину вокзал Краматорска был подвергнут ракетному обстрелу, в результате чего 57 человек погибло.

## Пассажирское движение по станции (дальнее сообщение)
До начала вооружённого конфликта на востоке Украины в 2014 году на станции останавливалось 18 пар пассажирских и столько же пригородных поездов. Существовало прямое сообщение с Москвой, Витебском, Адлером, Кисловодском, Хмельницким, Львовом, Мариуполем, Донецком, Луганском.
По состоянию на март 2020 года по станции курсировало 5 пар пассажирских поездов:
- 1/2 Константиновка — Ивано-Франковск (через день);
- 91/92 Константиновка — Одесса (ежедневно);
- 123/124 Константиновка — Киев (ежедневно);
- 125/126 Константиновка — Киев (ежедневно);
- 711/712 (Интерсити+) Константиновка — Киев (ежедневно).

В период с 2017 по 2019 г. также курсировал поезд:
- 787/788 «Столичный экспресс» Полтава — Харьков — Константиновка (ежедневно).

## Пассажирское движение по станции (пригородное сообщение)
До начала вооружённого конфликта на востоке Украины курсировали прямые электропоезда в города Донецк, Горловка, Мариуполь, Ясиноватая, Иловайск, Волноваха.
По состоянию на 2020 год сообщение осуществляется до станций: Фенольная, Лиман, Изюм, Лозовая, Харьков, Константиновка.
Курсирование поездов на участке Фенольная — Скотоватая было открыто 30 декабря 2019 года (было приостановлено с 2014 года).

## Фото

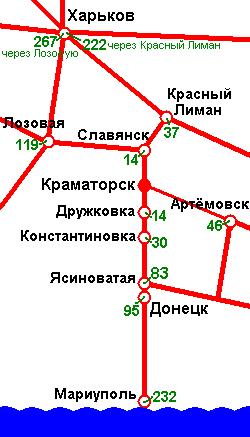
Схема расстояний от станции Краматорск до ближайших городов
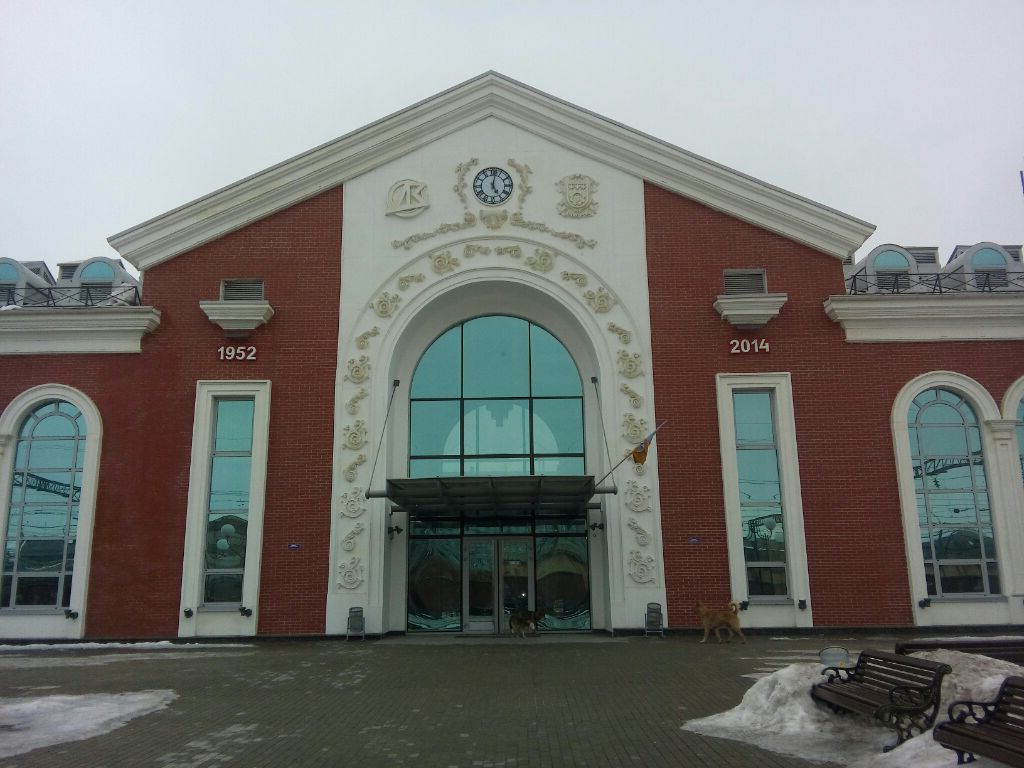
Центральный свод вокзала
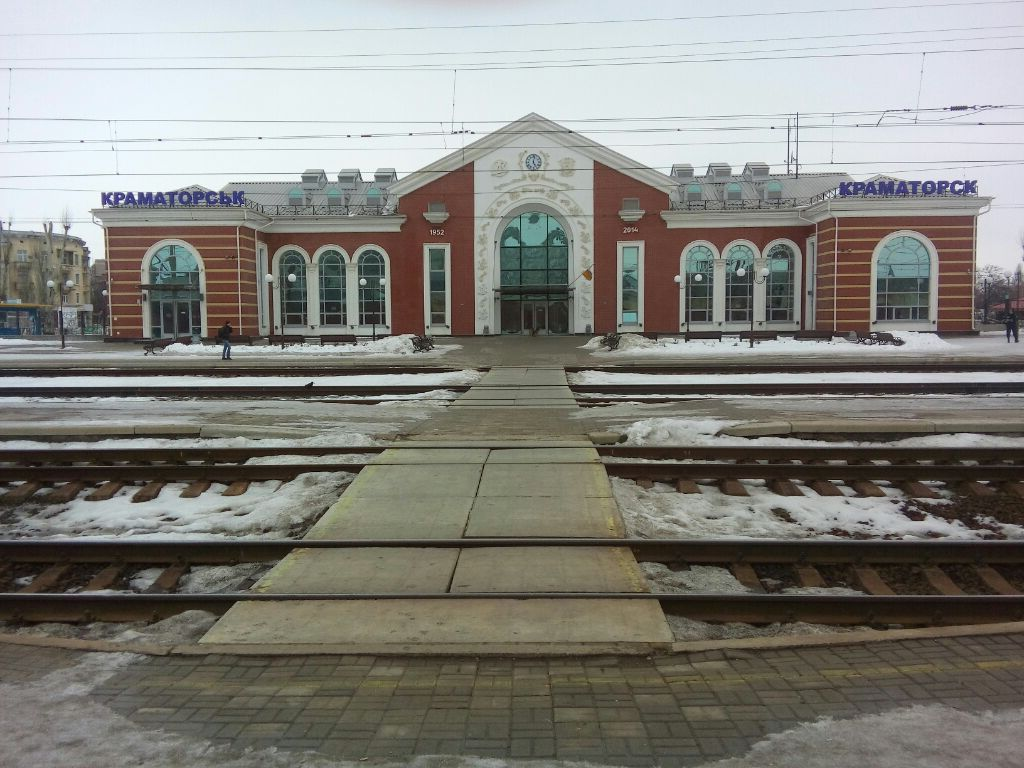
Вид с 3 платформы
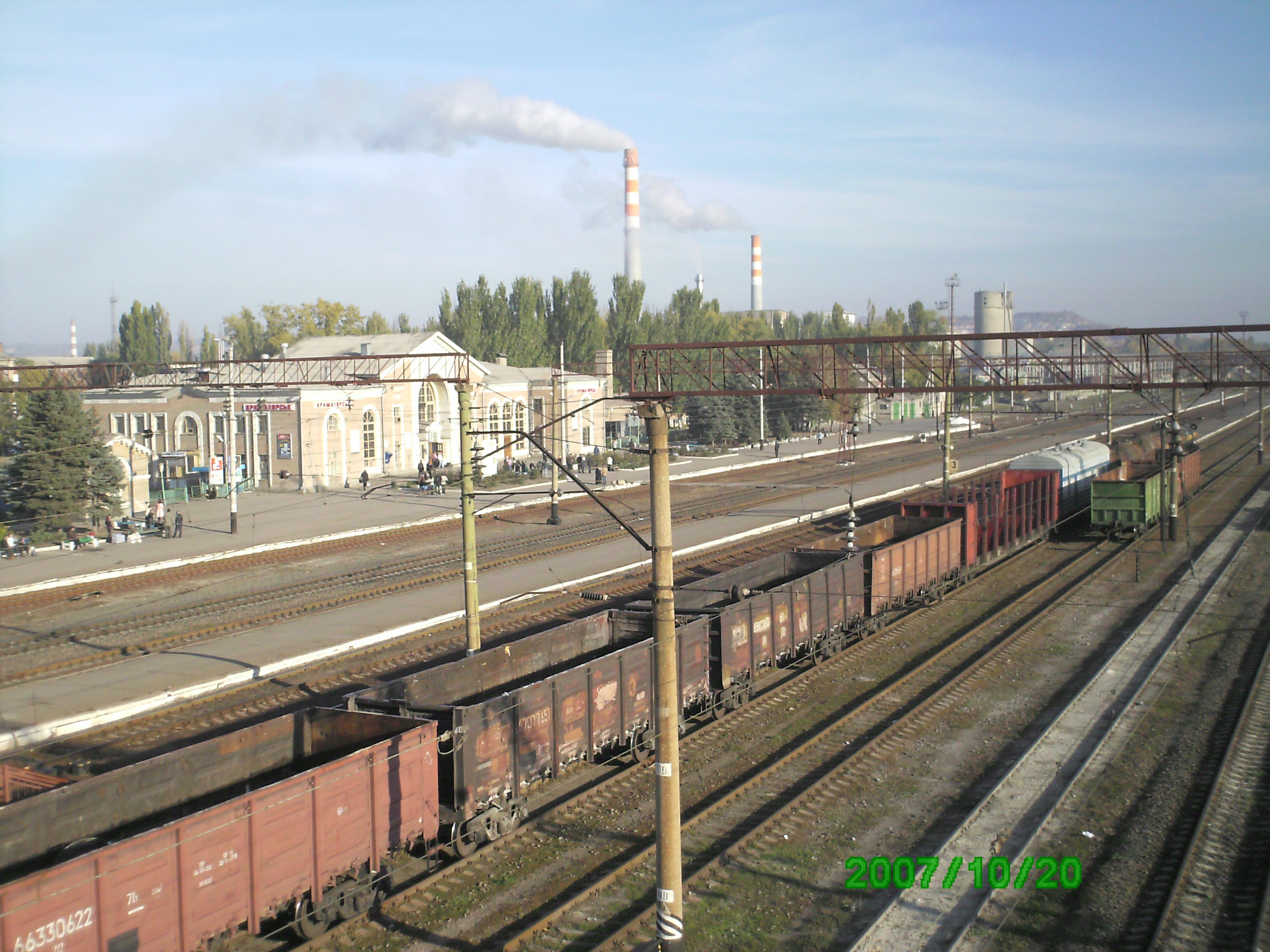
Общий вид железнодорожной станции (до реконструкции)
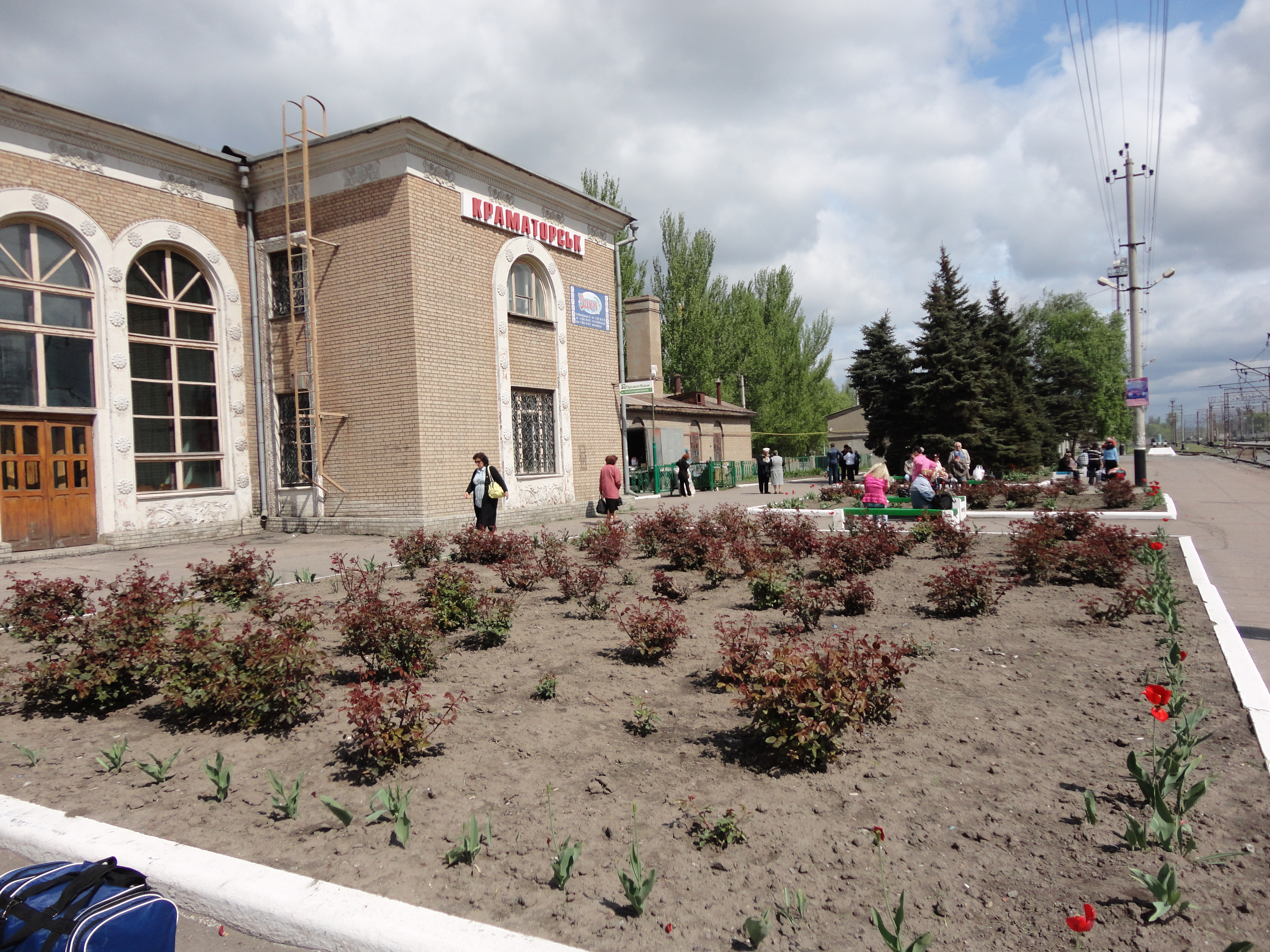
Пассажирская и грузовая железнодорожная станция города Краматорска 2011 год (до реконструкции)